# Вулиця Золочівська (Львів)
Вулиця Золочівська — вулиця у Личаківському районі міста Львів, місцевість Великі Кривчиці. Пролягає від вулиці Богданівської вздовж залізниці до кінця забудови.

## Історія та забудова
Вулиця виникла у 1930-х роках під назвою Польова бічна II. У 1993 році отримала сучасну назву, на честь міста Золочів на Львівщині.
Забудована одноповерховими приватними садибами 1930-х років.
Назву Золочівська у 1962—1993 роках мала вулиця Бескидська.